# Uniseks
Uniseks, soms geschreven als unisex (hoewel dit niet conform de Van Dale is), verwijst naar dingen die geschikt zijn voor zowel mannen als vrouwen, maar kan ook een ander woord zijn voor geslachtsblindheid. De term werd bedacht in de jaren 1960 en is sindsdien ingeburgerd.
Kappers en schoonheidssalons die zowel mannen als vrouwen bedienen worden vaak aangeduid als uniseks. Dit geldt ook voor andere diensten die van oudsher de mannen en vrouwen scheiden, zoals kledingwinkels en uniseks-toiletten. Wanneer namen aan zowel jongens als meisjes gegeven kunnen worden, spreekt men van unisex-namen, bijvoorbeeld Camille, Kim, Anne, Alex, Sasja. Vaak hebben de mannelijke en vrouwelijke variant well afwijkende etymologieen of zijn ze de afkortingen van verschillende namen. 

## Etymologie
Hoewel het “uni”-deel van de combinatie is afgeleid van het Latijnse unus (wat “een” betekent), lijkt de term te zijn beïnvloed door woorden als “united” en “universal”.